# Paculla granulosa
Espèce
Synonymes
- Phaedima granulosa Thorell, 1881

Paculla granulosa est une espèce d'araignées aranéomorphes de la famille des Pacullidae.

## Distribution
Cette espèce est endémique de Nouvelle-Guinée.

## Publication originale
- Thorell, 1881 : Studi sui Ragni Malesi e Papuani. III. Ragni dell'Austro Malesia e del Capo York, conservati nel Museo civico di storia naturale di Genova. Annali del Museo Civico di Storia Naturale di Genova, vol. 17, p. 1-727 (texte intégral).